# プレミアシップ・ラグビー
プレミアシップ・ラグビー（Premiership Rugby）は、イングランド国内ラグビーユニオンのクラブ最上位リーグである。ブランド再構築を行い、2025-26シーズンから大会名が「プレム・ラグビー（Prem Rugby）」となり、スポンサー名入りでは「ギャラガー・プレム（Gallagher Prem）」「ギャラガー・プレム・ラグビー」という。
原則として、最下位に終わったチームは、下位大会（2部）のチャンプ・ラグビー（旧大会名・RFUチャンピオンシップ）へ降格する。2部の優勝チームは、1部へ昇格する。
2018–19シーズンから2024-25シーズンまでは、同じスポンサー（アーサー・J・ギャラガー）による命名権で、「ギャラガー・プレミアシップ・ラグビー（Gallagher Premiership Rugby）」または「ギャラガー・プレミアシップ」とも呼ばれていた。それ以前の大会名などは、詳細は後述「冠スポンサー」を参照。

## 概要
1987年に「カーリッジリーグ・ナショナル・ディビジョン 1（Courage League National Division One）」「ナショナル・ディビジョン 1（National Division One）」として始まった。カーリッジとは、冠スポンサーとなったビール会社の名称である。
1997-98シーズンから「プレミアシップ 1（Premiership 1）」、2000-01シーズンから「プレミアシップ（Premiership）」となる。
2024–25シーズン現在、10チームが参加し、レギュラーシーズン全18節を戦う。上位4チームはプレーオフへ進出し、優勝を競う。
レギュラーシーズン上位8位までは、次シーズンの「2025-26ヨーロピアンラグビーチャンピオンズカップ」へ出場することができる。9位は、その下位大会「2025-26EPCRチャレンジカップ」に出場。
プレミアシップに出場するチームは、ヨーロッパで開催されているの2つの主要な大会「ヨーロピアンラグビーチャンピオンズカップ」「ヨーロピアンラグビーチャレンジカップ」への出場資格を得る。
この大会開催と同時期に、ウェールズ・スコットランド・アイルランド・イタリア・南アフリカ共和国によって「ユナイテッド・ラグビー・チャンピオンシップ」が、フランスでは「フランス選手権トップ14」が行われている。

## 関連大会
|                   | ヨーロッパ6か国 および 南アフリカ共和国 ほか ・ |                                            |                                            |                                                                         | |
| 上位大会          | ヨーロピアンラグビー・チャンピオンズカップ      | ヨーロピアンラグビー・チャンピオンズカップ | ヨーロピアンラグビー・チャンピオンズカップ | ヨーロピアンラグビー・チャンピオンズカップ                              | ヨーロピアンラグビー・チャンピオンズカップ                                                                             |
| 下位大会          | EPCRチャレンジカップ                            | EPCRチャレンジカップ                       | EPCRチャレンジカップ                       | EPCRチャレンジカップ                                                    | EPCRチャレンジカップ                                                                                                   |
|                   |                                                 |                                            |                                            |                                                                         | |
|                   | イングランド                                    | フランス                                   |                                            | アイルランド・スコットランド・ウェールズ・イタリア・南アフリカ共和国 ・ | アイルランド・スコットランド・ウェールズ・イタリア・南アフリカ共和国 ・                                                |
| 1部大会           | プレム・ラグビー (プレミアシップ・ラグビー)     | トップ14                                   | ユナイテッド・ラグビー・チャンピオンシップ | ユナイテッド・ラグビー・チャンピオンシップ                              | |
|                   |                                                 |                                            |                                            |                                                                         | |
| 2部大会           | チャンプ・ラグビー (旧 RFUチャンピオンシップ)   | プロD2                                     |                                            | 各 国内リーグ                                                           | オールアイルランド・リーグ、 スコティッシュ・プレミアシップ、 スーパーラグビー・カムリ、 セリエAエリート、カリーカップ |
| 3部大会           | ナショナルリーグ1                               | シャンピオナ・フェデラル・ナシオナル       |                                            | 各 国内リーグ                                                           | オールアイルランド・リーグ、 スコティッシュ・プレミアシップ、 スーパーラグビー・カムリ、 セリエAエリート、カリーカップ |
| 4部大会           | ナショナルリーグ2                               | シャンピオナ・フェデラル・ナシオナル2      | 各国 下位リーグ                            | 略                                                                      | |
| 5/6部大会         | リージョナル1/2                                 | 略                                         | 各国 下位リーグ                            | 略                                                                      | |
| 7/8/9/10/11部大会 | カウンティーズ1/2/3/4/5                         | 略                                         | 各国 下位リーグ                            | 略                                                                      | |

## 出場チーム
2025-26シーズン：10チーム
| チーム（前回順位）                 | ヘッドコーチ       | キャプテン               | スタジアム                             | 収容人数 | 本拠地, 地域                                           |
| ---------------------------------- | ------------------ | ------------------------ | -------------------------------------- | -------- | ------------------------------------------------------ |
| ニューカッスル・レッドブルズ(10位) | Alex Sanderson     |                          | Kingston Park                          | 10,200   | ニューカッスル・アポン・タイン, タイン・アンド・ウィア |
| セール・シャークス(3位)            | Paul Deacon        | ベン・カリー             | サルフォード・コミュニティ・スタジアム | 12,000   | サルフォード, グレーター・マンチェスター               |
| レスター・タイガース(2位・準優勝)  | ジェフ・パーリング |                          | ウェルフォード・ロード・スタジアム     | 25,849   | レスター, レスターシャー                               |
| ノーサンプトン・セインツ(8位)      | Sam Vesty          | George Furbank           | フランクリンズ・ガーデンズ             | 15,249   | ノーサンプトン, ノーサンプトンシャー                   |
| グロスター(5位)                    | George Skivington  | Lewis Ludlow             | キングスホルム・スタジアム             | 16,115   | グロスター, グロスタシャー                             |
| サラセンズ(6位)                    | Mark McCall        | マロ・イトジェ           | StoneX Stadium                         | 10,500   | Hendon グレーター・ロンドン                            |
| ハーレクインズ(7位)                | Danny Wilson       | アレックス・ドンブラント | トゥイッケナム・ストゥープ             | 14,800   | トゥイッケナム, グレーター・ロンドン                   |
| ブリストル・ベアーズ(4位)          | Pat Lam            | Fitz Harding             | アシュトン・ゲート・スタジアム         | 27,000   | ブリストル                                             |
| バース(1位・優勝)                  | Johann van Graan   | ベン・スペンサー         | レクリエーション・グラウンド           | 14,509   | バース, サマセット                                     |
| エクセター・チーフス(9位)          | Rob Hunter         | ダフィド・ジェンキンス   | サンディ・パーク                       | 15,600   | エクセター, デヴォン                                   |

## 歴史
参加チーム数の変遷は 後述「歴代優勝クラブ」を参照。大会名の変遷は 後述「冠スポンサー」も参照。

### 1889年から：カウンティ選手権
イングランドラグビー協会ことラグビー・フットボール・ユニオン（RFU）は、荒れたプレーの増加への懸念や 選手への報酬支払などを招くとして、アマチュア精神の堅持を理由に、リーグ戦を導入していなかった。各クラブチームは、親善試合が主な活動となっていた。
州（カウンティ）代表チームによる「カウンティ選手権（English County Championship）」が、イングランドにおける唯一のリーグ戦として1889年から毎年開催された。2007年からはビル・ボーモント・カップ（Bill Beaumont Cup）と呼ばれるトロフィーが与えられる。元イングランド代表でブリティッシュ・アンド・アイリッシュ・ライオンズのキャプテンを務めたビル・ボーモントにちなむ。

### 1971年から：初のクラブ対抗「RFUノックアウト・カップ」
1971年、イングランドで初めてとなるラグビーユニオンのクラブカップ戦「1971-72RFUノックアウト・カップ（1971–72 RFU Knockout Cup）」を開催。その決勝戦はグロスターが勝利し、負けたバーミンガム・モーズリーは負傷者続出のため試合最後には12人に減っていた。
初年度参加クラブは、バース、ブリストル、コヴェントリー、グロスター、ハーレクインズ、レスター、モーズリー、ノッティンガム、オレル、セール、ワスプス、ウォータールーの12チーム。各チームが互いに1度のみ対戦し、ホーム・アンド・アウェー形式は導入されなかった。
1975-76シーズンから大会冠スポンサーがつき、1987-88シーズンまで、たばこ会社John Player & Sons により「ジョン・プレーヤー・カップ（John Player Cup）」と呼ばれる。以降、何度か冠スポンサーにより大会名が変わる。
RFUノックアウト・カップは、2005-06シーズンからウェールズのチームも参加して「The Anglo-Welsh Rugby Cup」となり、2017–18シーズンで終了した。

### 1987年：プレミアシップの前身が誕生
1987-88シーズンに、イングランドにおけるラグビーユニオンのクラブトップリーグとして「カーリッジリーグ・ナショナル・ディビジョン1（Courage League National Division One）」が始まる。「Courage」は、ビール会社Courage Breweryが冠スポンサーとなったため。「National Division One」ともいう。後にプレミアシップ・ラグビー（Premiership Rugby）となる大会の、第1回である。
初回は、バース、ブリストル、コヴェントリー、グロスター、ハーレクインズ、レスター・タイガース、モーズリー、オレル、ワスプス、ウォータールーの12チームが参加。各チーム11試合を行う総当たり戦を行い、勝ち点方式で順位が決められ、レスター・タイガースが優勝した。下位2チームはディビジョン2へ降格となった（翌シーズンでは2チームが昇格して参加）。
1993-94シーズンから、ホーム・アンド・アウェーの総当たり方式となり、試合数が倍になった。

### 1996年：プロ化の波
1996-97シーズンに、リーグがプロ化された。選手への報酬が解禁されたプロ化の波によって、参加クラブのうち、ウェスト・ハートルプール、リッチモンド、ロンドン・スコティッシュなどが 数年以内に経営難に陥り、アマチュアチームとなったものもある。

### 1997年：「プレミアシップ」
11年目となる1997-98シーズンから、冠スポンサーが保険会社Allied Dunbarに変わり、大会名が「アライド・ダンバー・プレミアシップ（Allied Dunbar Premiership）」となり、初めて「プレミアシップ」の名称となる。1999-2000シーズンまでは、下位大会「Premiership 2」「Premiership 3」と区別され「Premiership 1」ともいう。
2000-01シーズンから、冠スポンサーがチューリッヒ保険に変わり、大会名が「チューリッヒ・プレミアシップ（Zurich Premiership）」となる。2部・3部にはスポンサーがつかなかったため、それぞれ「National 1」「National 2」となった。これにより、1部は単純に「Premiership」と呼ばれるようになった。

### 2000年：プレーオフ導入
また、2000-2001シーズン上位8チームによるトーナメント形式のプレーオフが導入されたが、少なくとも8位でもなれるプレーオフ勝者を「大会優勝者（イングランドのチャンピオン）」とすることが議論を呼んだ。翌2001-02シーズンでは撤回され、プレーオフ勝者は「大会優勝者」とはみなされない。
2002-03シーズンから、新たなプレーオフ形式が導入され、レギュラーシーズン1位が、2位と3位の対戦の勝者と、対戦することになった。これにより、プレーオフ勝者がイングランドチャンピオンとして認められることとなる。
2005-06シーズンから、冠スポンサーがビール会社ギネスに変わり「ギネス・プレミアシップ（Guinness Premiership）」となる。プレーオフは「1位対4位、2位対3位の準決勝」から行うことになった。
2010–11シーズンから、保険会社アビバが冠スポンサーとなり、「アビバ・プレミアシップ（Aviva Premiership）」となる。
2013年5月、アメリカ合衆国でプロラグビーリーグを2014年に設立する計画に入ったが、頓挫した。

### 2016年：アメリカへ進出
2016年3月12日、ニューヨーク都市圏にあるレッドブル・アリーナで、プレミアシップの試合「ロンドン・アイリッシュ対サラセンズ」が初めて開催された。これは、ロンドン・アイリッシュが各シーズン1試合のホームゲームをアメリカ合衆国で行うという3年契約の1回目。しかし、ロンドン・アイリッシュが2015-16シーズン終了時にプレミアシップから降格したことで、この計画は断念された。
アメリカのスポーツマーティンング企業AEGと契約が結ばれ、2017–18シーズンからの4シーズンにわたり、プレミアシップの試合を少なくとも1回アメリカ合衆国で行うことになった。1回目は2017年9月16日に、ペンシルバニア州フィラデルフィア郊外のチェスターにあるタレン・エナジー・スタジアムで「ニューカッスル・ファルコンズ対サラセンズ」の対戦を行った。
しかし翌2018-19シーズンでは、アメリカ合衆国での試合開催は無くなった。第6節「サラセンズ対ハーレクインズ」の対戦が、プレミアシップとして初めてアメリカNBCでテレビ放映された。2019-20シーズンと2020-21シーズンも、アメリカ合衆国での試合開催は無かった。
2018–19シーズンから、保険会社アーサーJギャラガーが冠スポンサーとなり、「ギャラガー・プレミアシップ（Gallagher Premiership）」 となった。
2018年12月、投資顧問会社CVCキャピタル・パートナーズが、プレミアシップ・ラグビーの株式27%を2億ポンドで買収したことが発表された。

### 2019-20年：サラセンズによる年俸上限違反
2019年3月、リーグが定めているの年俸上限（サラリーキャップ）を、サラセンズが破った可能性があるという疑惑が浮上し、調査が開始された。
2016–17、2017–18、2018–19シーズンにおいて、サラリーキャップ規制に違反していたことが判明。2019–20シーズンで、35ポイントの減点と530万ポンドの罰金を科せられた。さらに、2020-21シーズンで下位リーグ RFUチャンピオンシップへの降格処分が発表された。
2020年1月23日、サラセンズの支出の詳細が判明。2016-17シーズンに110万ポンド、2017-18シーズンに9万8000ポンド、2018-19シーズンに90万6000ポンド、サラリーキャップを超過支出していたことが明らかになった。これにより、サラセンズをリーグ最下位とすることを目的に、2019-20シーズンの勝ち点から70ポイントを減点された。

### 2020年：新型コロナウイルス感染症の流行
2020年2月以降、新型コロナウイルス感染症の世界的流行が顕著になる。
2019-20シーズンでは、当初、プレミアシップ と 下位リーグであるRFUチャンピオンシップの両方を中断した。プレミアシップは8月14日に再開され、決勝戦を2020年10月24日に行った。下位リーグで1位となっていたニューカッスル・ファルコンズは翌シーズンで昇格し、プレミアシップのサラセンズは下位リーグへ降格となった。
2020-21シーズンは、例年より10週間遅れで2020年11月20日に開幕し、期間も42週から32週に短縮された。試合中止や試合数減少にともない、2021年2月にリーグ降格を一時停止するが決まった。結果的に2022-23シーズンまで、3シーズンにわたり降格が行われないことになった。
2020-21シーズンの下位大会RFUチャンピオンシップでサラセンズが優勝し、昇格。これにより2021-22シーズンは13チーム編成となる。
新型コロナウイルス感染症の世界的流行による経済的影響により、2021-22シーズンから最大3シーズンにわたり、年俸の上限（サラリーキャップ）が削減されることになった。

### 2022-23シーズン：相次ぐ経営破綻
前シーズンに引き続き、2022-23シーズンも13チーム編成で、2022年9月10日に始まった。
しかし、リーグ開始から間もない2022年9月26日にウスター・ウォリアーズが経営破綻。チームは出場停止処分を受け、10月1日に予定されていたグロスターとの対戦も中止となった。10月6日、シーズン残り試合の出場停止処分を受け、プレミアシップから降格した。
2022年10月17日、ワスプスも経営破綻し、リーグから出場停止処分を受け、10月18日に予定されていたセール・シャークスとの試合も中止となる。10月28日、残り試合の出場停止処分を受け、プレミアシップから降格した。
期間中に2チーム減ったことにより、結果的に2022-23シーズンは11チームでリーグ戦を終えた。
2022-23シーズン終了直後の2023年6月6日、ロンドン・アイリッシュは選手とスタッフへの給与支払い期限を守れなかったため、出場停止処分を受けた。その翌日、ロンドン・アイリッシュは経営破綻し、出場停止となり活動を停止した。
これにより、2023-24シーズンからは1チーム減の10チーム編成となる。

### 2025-26シーズン：大会名を刷新
2025-26シーズンから、スポンサーつき大会名を「ギャラガー・プレミアシップ（Gallagher Premiership）」から「ギャラガー・プレム（Gallagher Prem）」に変更する。下位大会（2部）の名称は、RFUチャンピオンシップから「チャンプ・ラグビー」となる。

## 冠スポンサー
出典：
| シーズン             | 大会名                               | 冠スポンサー            | 主となる業種 | スポンサーを抜いた大会名 | 下位大会（2部）の名称                | 下位大会（3部）の名称                  |
| -------------------- | ------------------------------------ | ----------------------- | ------------ | ------------------------ | ------------------------------------ | -------------------------------------- |
| 1987–88 ～ 1996–97   | Courage League National Division One | カーリッジ・ブルワリー  | ビール醸造   | National Division One    | Courage League National Division Two | Courage League National Division Three |
| 1997–98 ～ 1999–2000 | Allied Dunbar Premiership            | アライド・ダンバー      | 保険         | Premiership 1            | Allied Dunbar Premiership Two        | National League One                    |
| 2000–01 ～ 2004–05   | Zurich Premiership                   | チューリッヒ保険        | 保険         | Premiership              | National Division One                | National Division Two                  |
| 2005–06 ～ 2008–09   | Guinness Premiership                 | ギネス                  | ビール醸造   | Premiership              | National Division One                | National Division Two                  |
| 2009–10              | Guinness Premiership                 | ギネス                  | ビール醸造   | Premiership              | RFU Championship                     | National League One                    |
| 2010–11 ～ 2017–18   | Aviva Premiership                    | アビバ                  | 保険         | Premiership              | RFU Championship                     | National League One                    |
| 2018–19 ～ 2024-25   | Gallagher Premiership                | アーサー・J・ギャラガー | 保険         | Premiership              | RFU Championship                     | National League One                    |
| 2025–26 ～           | Gallagher Prem                       | アーサー・J・ギャラガー | 保険         | Prem / Premiership       | Champ Rugby                          | National League One                    |
| シーズン             | 大会名                               | 冠スポンサー            | 主となる業種 | スポンサーを抜いた大会名 | 下位大会（2部）の名称                | 下位大会（3部）の名称                  |

## 歴代優勝クラブ
| シーズン | 大会名                | 参加チーム数 | レギュラーシーズン優勝          | プレーオフ                  | プレーオフ     | プレーオフ             | プレーオフ     | 備考                                                   |
| -------- | --------------------- | ------------ | ------------------------------- | --------------------------- | -------------- | ---------------------- | -------------- | ------------------------------------------------------ |
| 1987-88  | National Division One | 12           | レスター・タイガース(1)         | プレーオフ無し              | プレーオフ無し | プレーオフ無し         | プレーオフ無し | [ 57 ]                                                 |
| 1988-89  | National Division One | 12           | バース(1)                       | プレーオフ無し              | プレーオフ無し | プレーオフ無し         | プレーオフ無し |                                                        |
| 1989-90  | National Division One | 12           | ワスプスFC(1)                   | プレーオフ無し              | プレーオフ無し | プレーオフ無し         | プレーオフ無し |                                                        |
| 1990-91  | National Division One | 13           | バース(2)                       | プレーオフ無し              | プレーオフ無し | プレーオフ無し         | プレーオフ無し |                                                        |
| 1991-92  | National Division One | 13           | バース(3)                       | プレーオフ無し              | プレーオフ無し | プレーオフ無し         | プレーオフ無し |                                                        |
| 1992-93  | National Division One | 13           | バース(4)                       | プレーオフ無し              | プレーオフ無し | プレーオフ無し         | プレーオフ無し |                                                        |
| 1993-94  | National Division One | 10           | バース(5)                       | プレーオフ無し              | プレーオフ無し | プレーオフ無し         | プレーオフ無し |                                                        |
| 1994-95  | National Division One | 10           | レスター・タイガース(2)         | プレーオフ無し              | プレーオフ無し | プレーオフ無し         | プレーオフ無し |                                                        |
| 1995-96  | National Division One | 10           | バース(6)                       | プレーオフ無し              | プレーオフ無し | プレーオフ無し         | プレーオフ無し | ここまでアマチュア大会                                 |
| 1996-97  | National Division One | 12           | ロンドン・ワスプス(2)           | プレーオフ無し              | プレーオフ無し | プレーオフ無し         | プレーオフ無し | ここからプロ大会となる                                 |
| 1997-98  | Premiership 1         | 12           | ニューカッスル・ファルコンズ(1) | プレーオフ無し              | プレーオフ無し | プレーオフ無し         | プレーオフ無し |                                                        |
| 1998-99  | Premiership 1         | 14           | レスター・タイガース(3)         | プレーオフ無し              | プレーオフ無し | プレーオフ無し         | プレーオフ無し |                                                        |
| 1999-00  | Premiership 1         | 12           | レスター・タイガース(4)         | プレーオフ無し              | プレーオフ無し | プレーオフ無し         | プレーオフ無し |                                                        |
| シーズン | 大会名                | 参加チーム数 | レギュラーシーズン勝者          | プレーオフ決勝              | プレーオフ決勝 | プレーオフ決勝         | プレーオフ決勝 | 備考                                                   |
| シーズン | 大会名                | 参加チーム数 | レギュラーシーズン勝者          | 決勝の勝者                  | スコア         | 決勝の敗者             | 観客数         | 備考                                                   |
| 2000-01  | Premiership           | 12           | レスター・タイガース            | レスター・タイガース(5)     | 22-10          | バース                 | 33,500         | プレーオフ勝者を優勝とする                             |
| 2001-02  | Premiership           | 12           | レスター・タイガース(6)         | グロスター                  | 28-23          | ブリストル             | 28,500         | レギュラーシーズン勝者を優勝扱いとする                 |
| シーズン | 大会名                | 参加チーム数 | レギュラーシーズン勝者          | プレーオフ決勝              | プレーオフ決勝 | プレーオフ決勝         | プレーオフ決勝 | 備考                                                   |
| シーズン | 大会名                | 参加チーム数 | レギュラーシーズン勝者          | 優勝                        | スコア         | 準優勝                 | 観客数         | 備考                                                   |
| 2002-03  | Premiership           | 12           | グロスター                      | ロンドン・ワスプス(3)       | 39-3           | グロスター             | 42,000         | プレーオフ勝者を優勝とする（以下同じ）                 |
| 2003-04  | Premiership           | 12           | バース                          | ロンドン・ワスプス(4)       | 10-6           | バース                 | 59,500         |                                                        |
| 2004-05  | Premiership           | 12           | ロンドン・ワスプス              | ロンドン・ワスプス(5)       | 39-14          | レスター               | 66,000         |                                                        |
| 2005-06  | Premiership           | 12           | セール・シャークス              | セール・シャークス(1)       | 45-20          | レスター               | 58,000         |                                                        |
| 2006-07  | Premiership           | 12           | グロスター                      | レスター(7)                 | 44-16          | グロスター             | 59,000         |                                                        |
| 2007-08  | Premiership           | 12           | グロスター                      | ロンドン・ワスプス(6)       | 26-16          | レスター               | 81,600         |                                                        |
| 2008-09  | Premiership           | 12           | レスター・タイガース            | レスター・タイガース(8)     | 10-9           | ロンドン・アイリッシュ | 81,601         |                                                        |
| 2009-10  | Premiership           | 12           | レスター・タイガース            | レスター・タイガース(9)     | 33-27          | サラセンズ             | 81,600         |                                                        |
| 2010-11  | Premiership           | 12           | レスター・タイガース            | サラセンズ(1)               | 22-18          | レスター・タイガース   | 80,016         |                                                        |
| 2011-12  | Premiership           | 12           | ハーレクインズ                  | ハーレクインズ(1)           | 30-23          | レスター・タイガース   | 81,779         |                                                        |
| 2012-13  | Premiership           | 12           | サラセンズ                      | レスター・タイガース(10)    | 37-17          | ノーサンプトン         | 81,703         |                                                        |
| 2013-14  | Premiership           | 12           | サラセンズ                      | ノーサンプトン(1)           | 24-20          | サラセンズ             | 81,193         | 決勝は延長戦になった                                   |
| 2014-15  | Premiership           | 12           | ノーサンプトン                  | サラセンズ(2)               | 28-16          | バース                 | 80,589         |                                                        |
| 2015-16  | Premiership           | 12           | サラセンズ                      | サラセンズ(3)               | 28-20          | エクセター・チーフス   | 77,109         |                                                        |
| 2016-17  | Premiership           | 12           | ワスプス                        | エクセター(1)               | 23-20          | ワスプス               | 79,657         | 決勝は延長戦になった                                   |
| 2017-18  | Premiership           | 12           | エクセター・チーフス            | サラセンズ(4)               | 27-10          | エクセター・チーフス   | 75,128         |                                                        |
| 2018-19  | Premiership           | 12           | エクセター・チーフス            | サラセンズ(5)               | 37-34          | エクセター・チーフス   | 75,329         |                                                        |
| 2019-20  | Premiership           | 12           | エクセター・チーフス            | エクセター・チーフス(1)     | 19-13          | ワスプス               | 数百人         | 感染症対策で観客は非常に少ない                         |
| 2020-21  | Premiership           | 12           | ブリストル                      | ハーレクインズ(2)           | 40-38          | エクセター・チーフス   | 10,000         |                                                        |
| 2021-22  | Premiership           | 13           | レスター・タイガース            | レスター・タイガース(11)    | 15-12          | サラセンズ             | 72,748         |                                                        |
| 2022-23  | Premiership           | 13 ↓ 11      | サラセンズ                      | サラセンズ(6)               | 35-25          | セール・シャークス     | 61,875         | 経営破綻により、途中で2チーム、終了直後に1チームが脱落 |
| 2023-24  | Premiership           | 10           | ノーサンプトン・セインツ        | ノーサンプトン・セインツ(1) | 25-21          | バース                 | 81,688         | [ 59 ]                                                 |
| 2024-25  | Premiership           | 10           | バース                          | バース(7)                   | 23-21          | レスター・タイガース   | 81,708         | [ 60 ] [ 61 ] [ 62 ]                                   |
| 2025-26  | Prem                  | 10           |                                 |                             | -              |                        |                |                                                        |
| シーズン | 大会名                | 参加チーム数 | レギュラーシーズン勝者          | 優勝                        | スコア         | 準優勝                 | 観客数         | 備考                                                   |
| シーズン | 大会名                | 参加チーム数 | レギュラーシーズン勝者          | プレーオフ決勝              |                |                        |                | 備考                                                   |